# Peperomia wilderi
Peperomia wilderi är en pepparväxtart som beskrevs av Truman George Yuncker. Peperomia wilderi ingår i släktet peperomior, och familjen pepparväxter. Inga underarter finns listade i Catalogue of Life.